# Facundo Mallo
Facundo Mallo Blanco (n. Montevideo, Uruguay; 16 de enero de 1995) es un futbolista uruguayo que juega como defensa central y su actual equipo es el Rosario Central de la Liga Profesional de Fútbol.

## Carrera

### Rosario Central
A comienzos del año 2023, tras la llegada de Miguel Ángel Russo como técnico de Rosario Central, Facundo fue uno de los apuntados para reforzar el plantel canalla. El día 5 de enero fue oficializado como refuerzo de Central, llegando a préstamo por 1 año. Su debut con la camiseta de Central fue el día 27 de enero por la fecha 1 de la Liga Profesional 2023 en la victoria 1 a 0 frente a Argentinos Juniors en condición de local. En la fecha siguiente, Mallo marcó su primer gol con la camiseta auriazul, dándole el empate en el último minuto frente a Tigre (partido finalizado 2 a 2).

## Selección nacional
Fue citado para entrenar con la selección sub-20 de Uruguay, comenzó el 9 de marzo de 2015. Fue convocado para realizar una gira por Europa con la Celeste. Debutó con la selección el 29 de marzo, ante Uzbekistán, pero perdieron 1 a 0.
El 21 de mayo de 2015 fue incluido en la lista preliminar de 30 jugadores para defender a la selección de Uruguay en los Juegos Panamericanos de Toronto. Finalmente no fue incluido en el plantel definitivo, que se coronó campeón panamericano, por una lesión en la rodilla que lo apartó.
| Detalle de partidos con la Sub-20 | Detalle de partidos con la Sub-20 | Detalle de partidos con la Sub-20 | Detalle de partidos con la Sub-20 | Detalle de partidos con la Sub-20 | Detalle de partidos con la Sub-20 | Detalle de partidos con la Sub-20 | Detalle de partidos con la Sub-20 | Detalle de partidos con la Sub-20                      | Detalle de partidos con la Sub-20 |
| N°                                | Rival                             | Resultado                         | Fecha                             | Lugar                             | Competencia                       | Goles                             | Asistencias                       | Ref.                                                   |                                   |
| --------------------------------- | --------------------------------- | --------------------------------- | --------------------------------- | --------------------------------- | --------------------------------- | --------------------------------- | --------------------------------- | ------------------------------------------------------ | --------------------------------- |
| 1                                 | Uzbekistán                        | 0:1 (0:1)                         | 29 de marzo de 2015               | Coímbra Portugal                  | Amistoso                          | -                                 | -                                 | 1 Archivado el 30 de marzo de 2016 en Wayback Machine. |                                   |

## Clubes

### Estadísticas
| Club | Div.                | Temporada           | Liga  | Liga  | Copas Nacionales(1) | Copas Nacionales(1) | Copas Internacionales(2) | Copas Internacionales(2) | Total | Total |
| Club | Div.                | Temporada           | Part. | Goles | Part.               | Goles               | Part.                    | Goles                    | Part. | Goles |
| --- | ------------------- | ------------------- | ----- | ----- | ------------------- | ------------------- | ------------------------ | ------------------------ | ----- | ----- |
| Liverpool · Uruguay | 2.ª                 | 2014-15             | 13    | 3     | -                   | -                   | -                        | -                        | 13    | 3     |
| Liverpool · Uruguay | 1.ª                 | 2015-16             | 19    | 0     | -                   | -                   | -                        | -                        | 19    | 0     |
| Liverpool · Uruguay | 1.ª                 | 2016                | 14    | 0     | -                   | -                   | -                        | -                        | 14    | 0     |
| Liverpool · Uruguay | 1.ª                 | 2017                | 17    | 0     | -                   | -                   | 1                        | 0                        | 18    | 0     |
| Liverpool · Uruguay | Total club          | Total club          | 63    | 3     | 0                   | 0                   | 1                        | 0                        | 64    | 3     |
| Montevideo City Torque · Uruguay | 2.ª                 | 2017                | 7     | 0     | -                   | -                   | -                        | -                        | 7     | 0     |
| Montevideo City Torque · Uruguay | 1.ª                 | 2018                | 26    | 2     | -                   | -                   | -                        | -                        | 26    | 2     |
| Montevideo City Torque · Uruguay | Total club          | Total club          | 33    | 2     | 0                   | 0                   | 0                        | 0                        | 33    | 2     |
| Dinamo Bucarest · Rumania | 1.ª                 | 2018-19             | 3     | 0     | -                   | -                   | -                        | -                        | 3     | 0     |
| Dinamo Bucarest · Rumania | Total club          | Total club          | 3     | 0     | 0                   | 0                   | 0                        | 0                        | 3     | 0     |
| Rapid Bucarest · Rumania | 2.ª                 | 2019-20             | 27    | 3     | 1                   | 1                   | -                        | -                        | 28    | 4     |
| Rapid Bucarest · Rumania | Total club          | Total club          | 27    | 3     | 1                   | 1                   | 0                        | 0                        | 28    | 4     |
| Defensor Sporting · Uruguay | 1.ª                 | 2020                | 17    | 1     | -                   | -                   | -                        | -                        | 17    | 1     |
| Defensor Sporting · Uruguay | 2.ª                 | 2021                | 25    | 1     | -                   | -                   | -                        | -                        | 25    | 1     |
| Defensor Sporting · Uruguay | 1.ª                 | 2022                | 35    | 2     | 3                   | 0                   | -                        | -                        | 38    | 2     |
| Defensor Sporting · Uruguay | Total club          | Total club          | 77    | 4     | 3                   | 0                   | 0                        | 0                        | 80    | 4     |
| Rosario Central Argentina | 1.ª                 | 2023                | 26    | 1     | 16                  | 1                   | -                        | -                        | 42    | 2     |
| Rosario Central Argentina | 1.ª                 | 2024                | 15    | 2     | 15                  | 0                   | 10                       | 1                        | 40    | 3     |
| Rosario Central Argentina | 1.ª                 | 2025                | 12    | 0     | 2                   | 0                   | -                        | -                        | 14    | 0     |
| Rosario Central Argentina | Total club          | Total club          | 53    | 3     | 33                  | 1                   | 10                       | 1                        | 96    | 5     |
| Total en su carrera | Total en su carrera | Total en su carrera | 256   | 15    | 35                  | 2                   | 11                       | 1                        | 302   | 18    |
| (1) Incluye Copa de Rumania, Copa Uruguay, Copa Argentina, Copa de la Liga Profesional y Trofeo de Campeones. (2) Incluye Copa Sudamericana y Copa Libertadores. |                     |                     |       |       |                     |                     |                          |                          |       |       |

### Selecciones
Actualizado al 29 de marzo de 2015.
Último partido citado: Uruguay 0 - 1 Uzbekistán
| Selección        | Temporada     | Sudamericano | Sudamericano | Mundial | Mundial | Amistosos | Amistosos | Total | Total |
| Selección        | Temporada     | Part.        | Goles        | Part.   | Goles   | Part.     | Goles     | Part. | Goles |
| ---------------- | ------------- | ------------ | ------------ | ------- | ------- | --------- | --------- | ----- | ----- |
| Sub-20 · Uruguay | 2014/15       | -            | -            | -       | -       | 1         | 0         | 1     | 0     |
| Sub-20 · Uruguay | Total sel.    | -            | -            | -       | -       | 1         | 0         | 1     | 0     |
| Total carrera    | Total carrera | -            | -            | -       | -       | 1         | 0         | 1     | 0     |

## Palmarés

### Títulos nacionales
| Título           | Club                   | País      | Año     |
| ---------------- | ---------------------- | --------- | ------- |
| Segunda División | Liverpool Fútbol Club  | Uruguay   | 2014-15 |
| Segunda División | Montevideo City Torque | Uruguay   | 2017    |
| Copa Uruguay     | Defensor Sporting      | Uruguay   | 2022    |
| Copa de la Liga  | Rosario Central        | Argentina | 2023    |